# Shokanbetsu-Teuri-Yagishiri-Quasi-Nationalpark
Der Shokanbetsu-Teuri-Yagishiri-Quasi-Nationalpark (japanisch 暑寒別天売焼尻国定公園 Shokanbetsu-Teuri-Yagishiri Kokutei Kōen) ist ein Quasi-Nationalpark in der Region Hokkaidō in Japan. Der am 1. August 1990 gegründete Park erstreckt sich über eine Fläche von ca. 436 km².
Der Quasi-Nationalpark teilt sich in drei separate Gebiete auf:
- Mashike-Berge insbesondere des Shokanbetsu (1492 m) – von der Küste aus bis ca. 30 km ins Landesinnere
- Das Insel-Paar Yagishiri-tō und Teuri-tō ca. 70 km weiter nördlich
- ein ca. 15 km langer Steilküstenabschnitt weiter südlich (Kap Ofuyu)

Mit der IUCN-Kategorie V ist das Parkgebiet als Geschützte Landschaft/Geschütztes Marines Gebiet klassifiziert. Die Präfektur Hokkaidō ist für die Verwaltung des Parks zuständig.

## Galerie

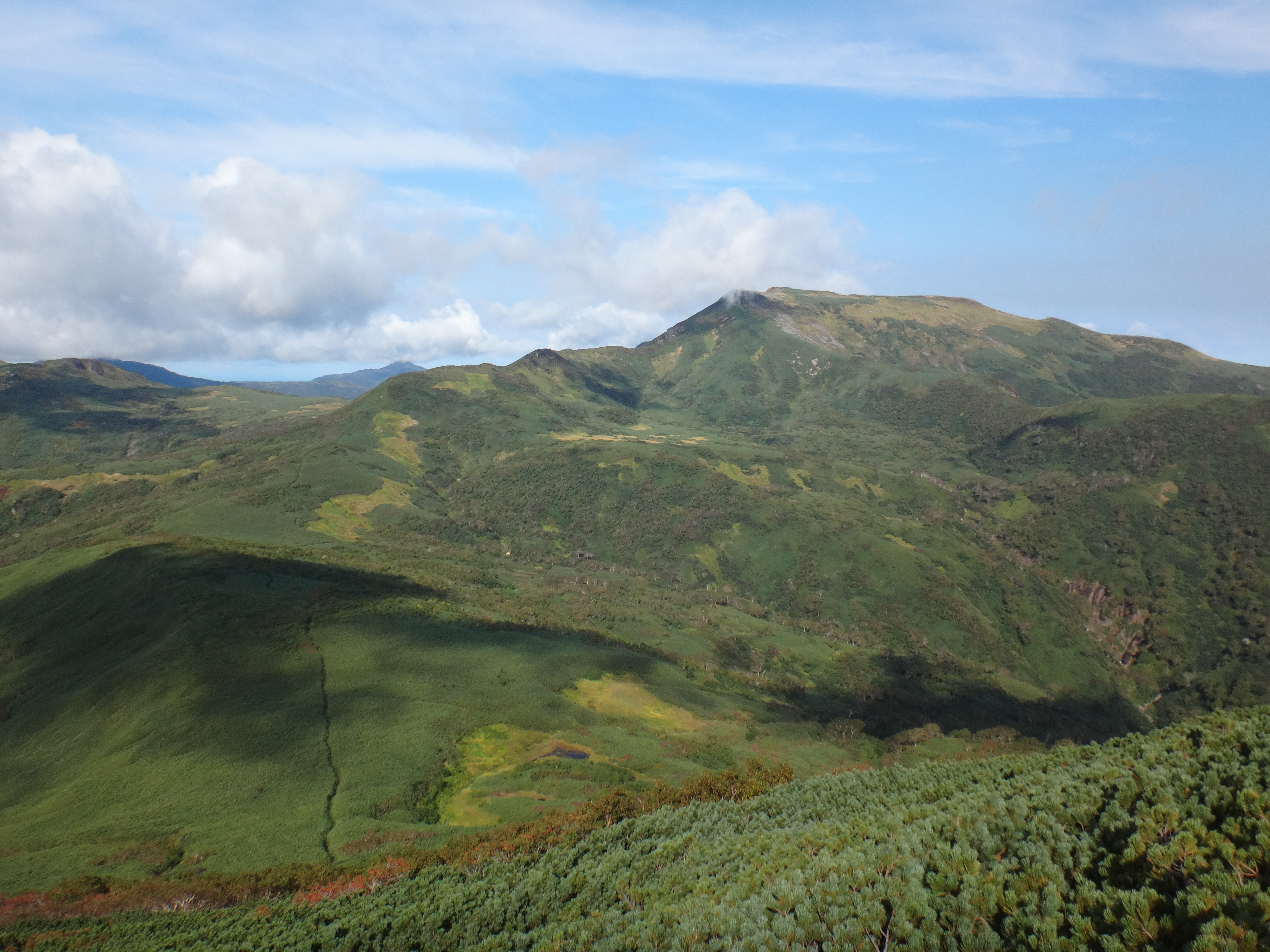
Der Berg Shokanbetsu  (jap. 暑寒別岳, Shokanbetsu-dake) von Minamishokandake aus gesehen
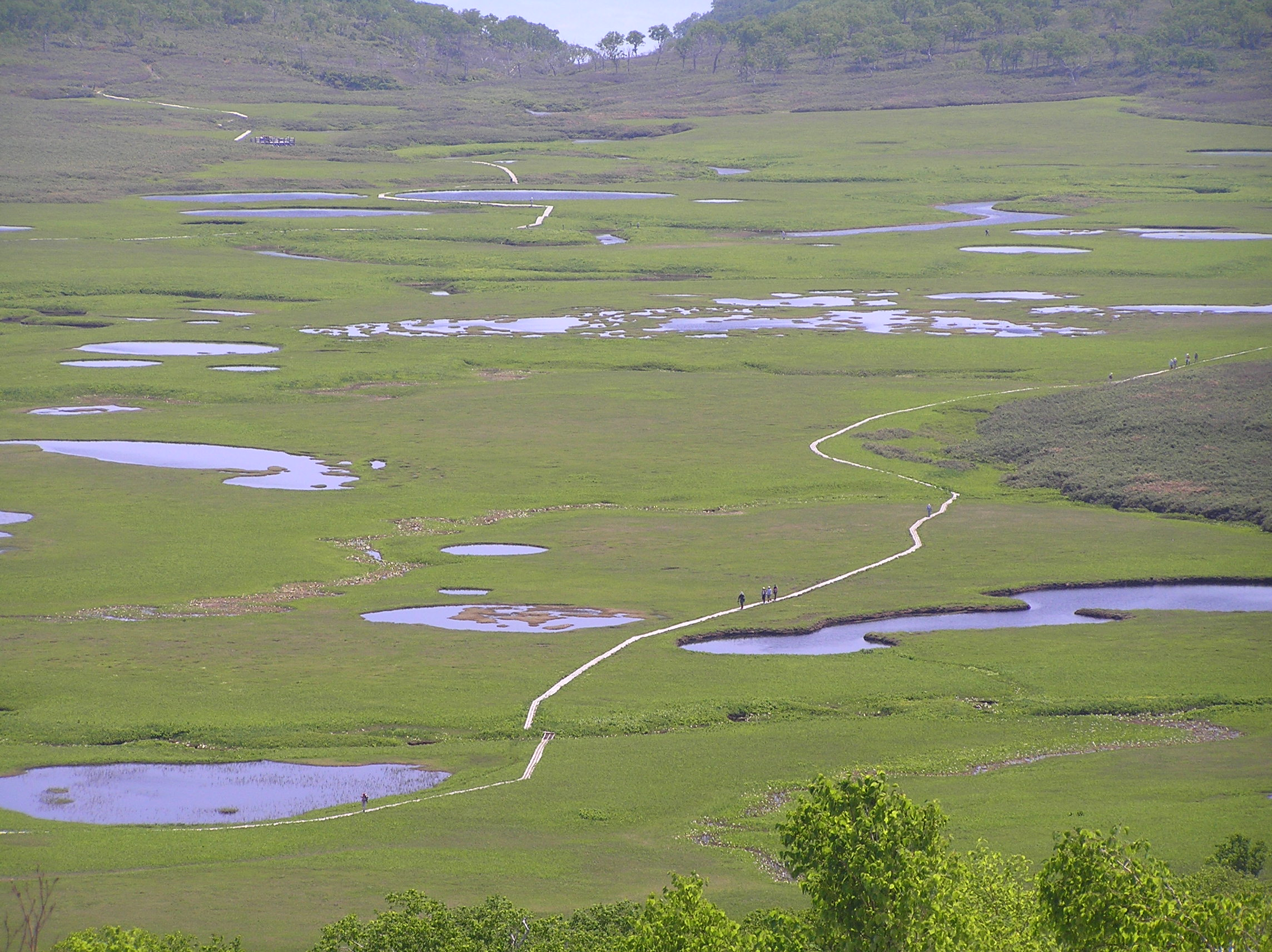
Uryū-Sumpfland (jap. 雨竜沼, Uryū-numa, "Regen-Drache")
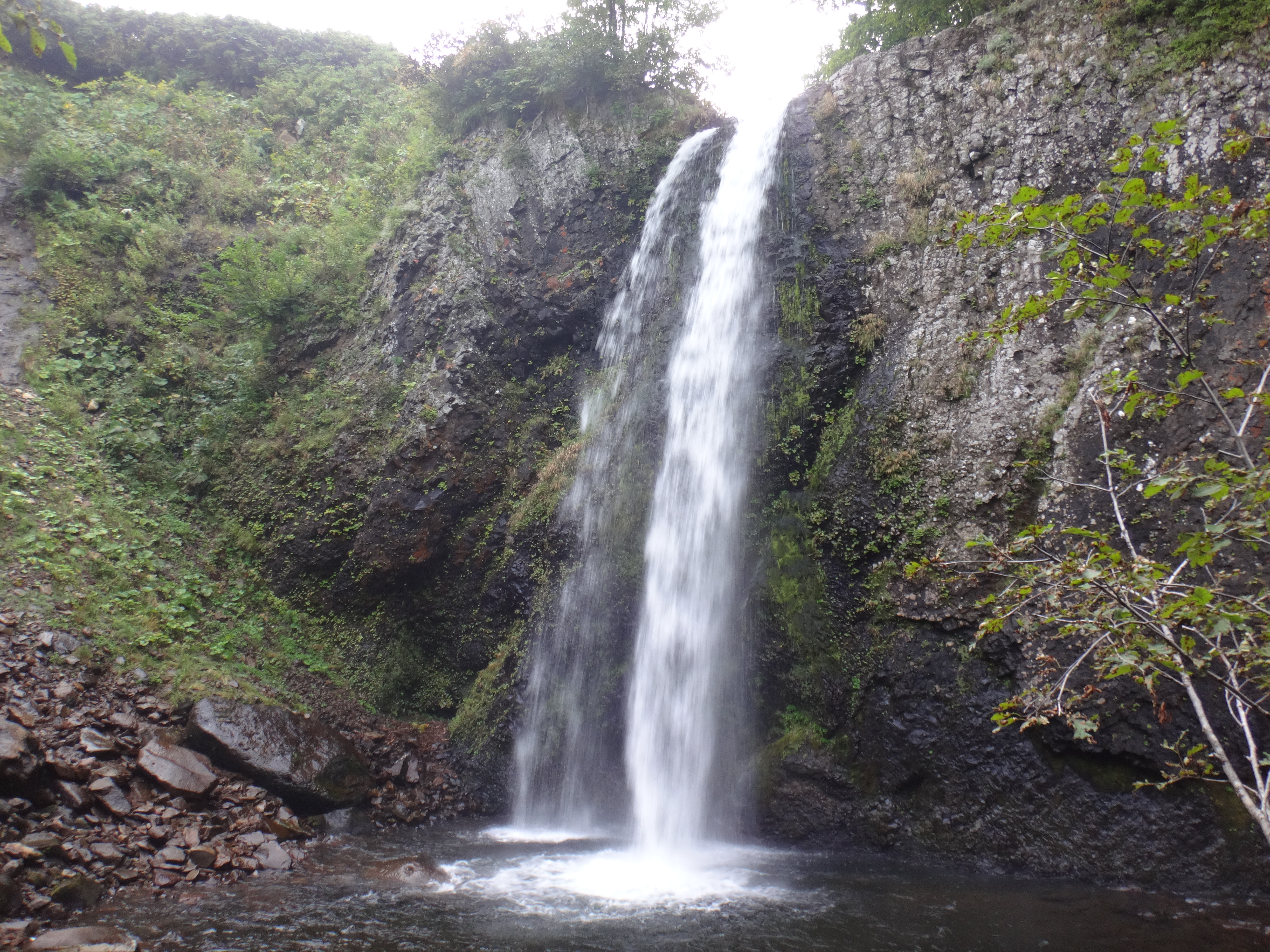
Der Hakuryū-Wasserfall (jap. 白竜ノ滝, Hakuryū-no-taki, "Weißer Drache")
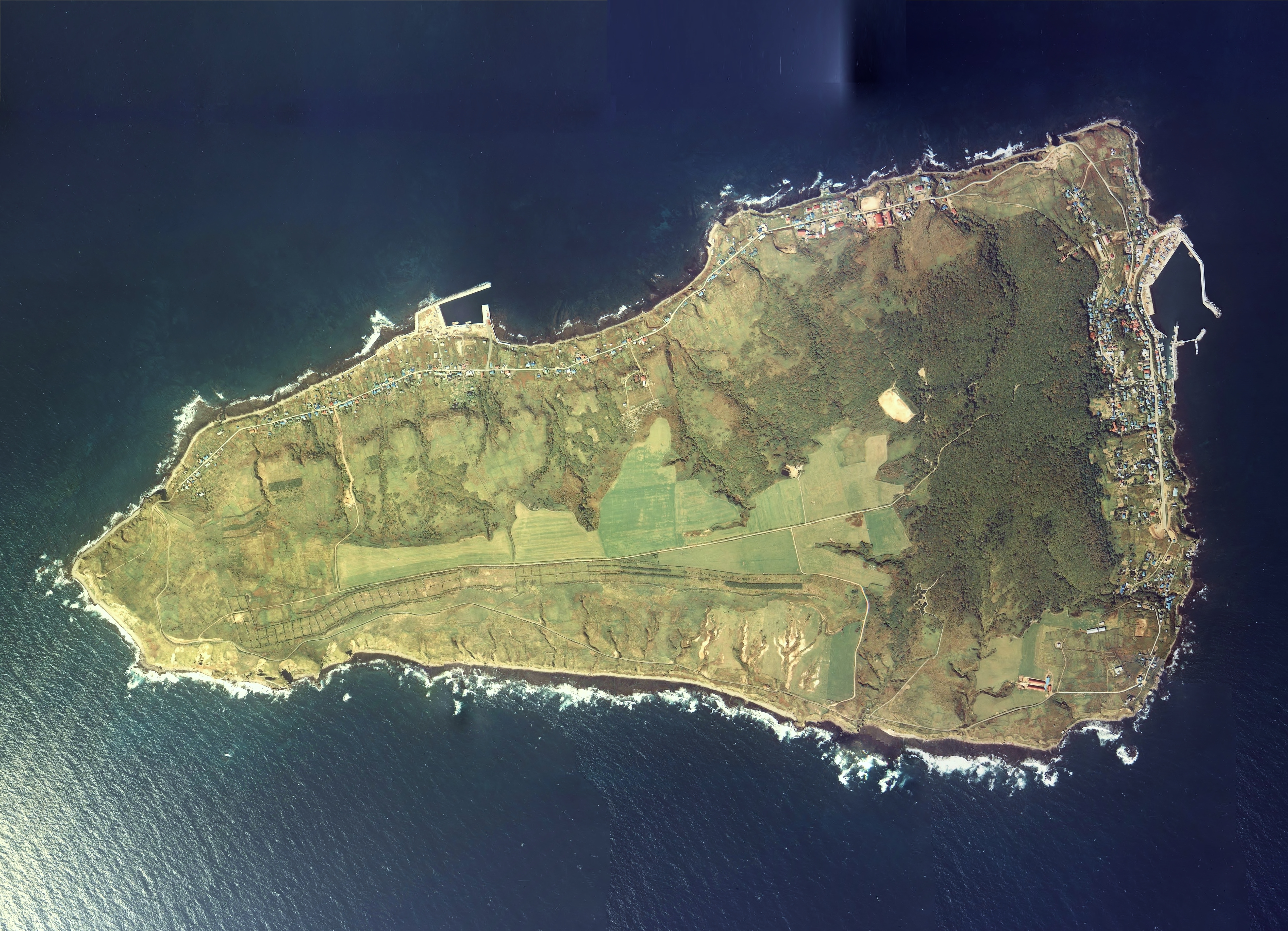
Die Insel Yagishiri (jap. 焼尻島, Yagishiri-tō) aus der Luft
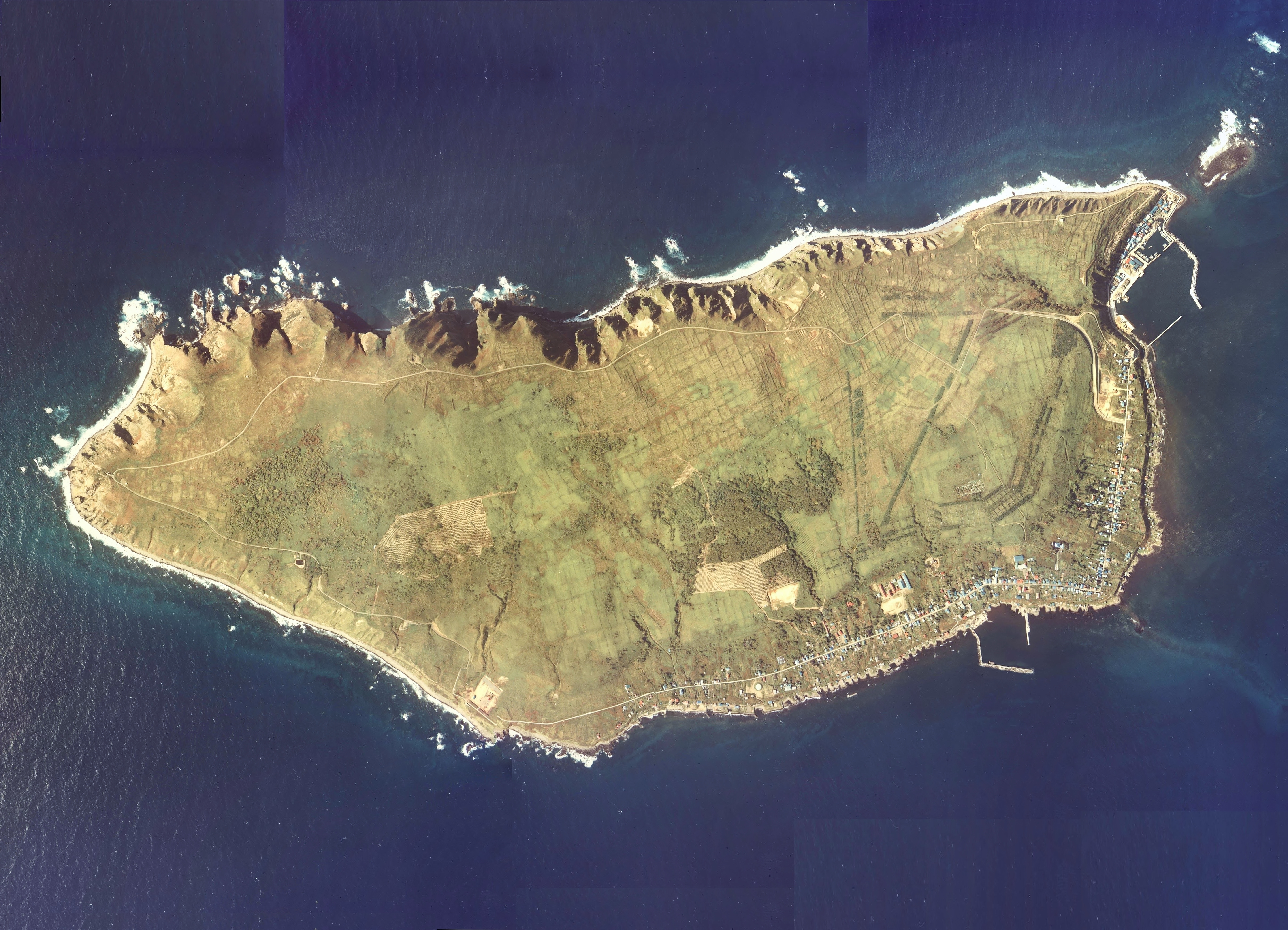
Die Insel Teuri (jap. 天売島, Teuri-tō) aus der Luft
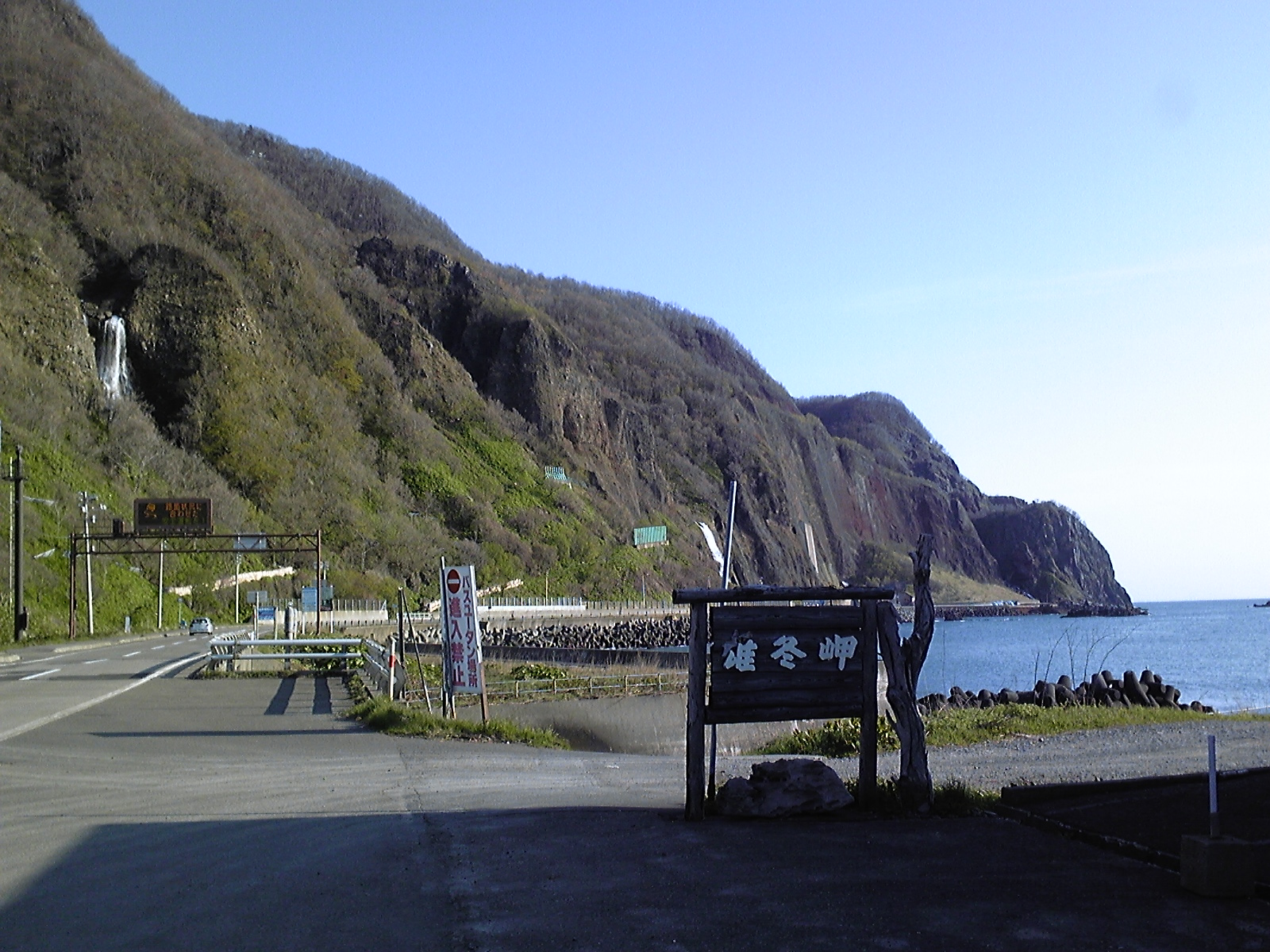
Kap Ofuyu (jap. 雄冬岬, Ofuyu-misaki)